# Toxorhina inobsepta
Toxorhina inobsepta är en tvåvingeart som beskrevs av Alexander 1978. Toxorhina inobsepta ingår i släktet Toxorhina och familjen småharkrankar. Inga underarter finns listade i Catalogue of Life.